# Пустовіт Олександр Вікторович
Олекса́ндр Ві́кторович Пустові́т (нар. 11 березня 1980, Київ, УРСР) — український футболіст, захисник та півзахисник, відомий завдяки виступам у складі футбольного клуба «Коростень», київської «Оболоні» та юнацької збірної України. Учасник чемпіонату Європи 1996 серед гравців віком до 16 років.

## Життєпис
У 1996 році Олександр Пустовіт у складі юнацької збірної України взяв участь у Чемпіонаті Європи серед гравців віком до 16 років, що пройшов у Австрії. Українські юнаки не змогли подолати груповий етап фінальних змагань, набравши всього 4 очки у трьох поєдинках.
Наступного року Олександр дебютував у складі київської «Оболоні-ППО» в розіграші чемпіонату другої ліги, однак до рівня гравця основи не дотягував та задовольнявся лише виходами на заміну, а у сезоні 1998/99 і зовсім перестав потрапляти до заявки команди, що стала головним фаворитом у боротьбі за підвищення у класі.
Не бажаючи й надалі грати у другій команді «пивоварів», що змагалася у аматорському чемпіонату України, Пустовіт вирушив до Німеччини, де уклав угоду з клубом німецької Оберліги «Нойштреліц». Разом з ним кольори команди захищали українець Олег Кушнір та росіянин Сергій Жданов. У першому ж сезоні Пустовіта в Німеччині «Нойштреліц» понизився в класі, зайнявши останнє 16-те місце в турнірній таблиці. Олександр провів на полі 18 поєдинків та одного разу відзначився у воротах суперників. Відігравши ще один сезон у «Нойштреліці», Пустовіт перейшов до лав футбольного клубу «Варен-09», де його партнером став екс-гравець тернопільської «Ниви», «Динамо» та «Чорноморця» Матвій Николайчук.
У 2005 році Олександр Пустовіт повернувся до України, де продовжив виступи у складі столичного аматорського клубу «Альянс». У 2007 році він приєднався до футбольного клубу «Коростень», що дебютував у чемпіонаті другої ліги. Протягом півтора сезонів Пустовіт був одним з лідерів клубу, а після зняття «Коростеня» зі змагань виступав за любительський клуб «Хіммаш» з того ж міста та «Інтер» з Фурсів, разом з яким став чемпіоном Київської області.
З 2010 року Олександр виступав у складах різноманітних аматорських колективів. У складі столичної «Зірки» неодноразово з'являвся на полі у матчах першості міста. Захищаючи кольори «Путрівки», став переможцем Меморіалу Олега Макарова 2011, здобув приз найкращого захисника Київської області та взяв участь у розіграші Кубка регіонів УЄФА, де українські футболісти змагалися зі словенською «Любляною», бельгійським клубом «Арденни» та збірною Каталонії.
У розіграші Кубка України 2014/15 Олександр Пустовіт у складі петропавлівсько-борщагівської «Чайки» вийшов на поле в матчі 1/16 фіналу проти львівських «Карпат». Цей поєдинок став останнім на турнірі для команди з Київщини.
На початку 2015 року Пустовіт брав участь у Меморіалі Макарова 2015 у складі багачівського «Ретро», а вже за два місяці опинився у пісківському «Рубіні».
Після цього виступав за «Полісся» (Ставки), звідки у 2019 році перебрався до СФК «Сокіл» (Михайлівка-Рубежівка).

## Досягнення в аматорському футболі
- Чемпіон Київської області (2): 2009, 2010
- Бронзовий призер чемпіонату Київської області (1): 2013
- Володар Кубка Київської області (1): 2009
- Фіналіст Кубка Київської області (3): 2010, 2011, 2013

Міжсезонні турніри
- Переможець Меморіалу Олега Макарова (2): 1999, 2011
- Переможець Меморіалу Олександра Щанова (1): 2012
- Переможець Меморіалу Миколи Кирсанова (1): 2013

## Сім'я
- Батько — Пустовіт Віктор Федорович, директор київського стадіону Центрального спортивного клубу Збройних Сил України[7].